# アイスランドの地方

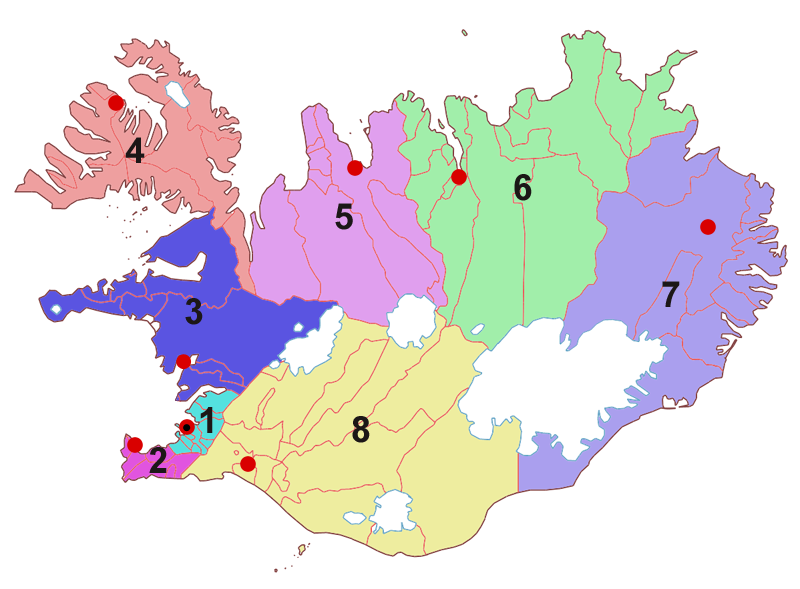
各地方のISO 3166区分（白い部分は氷河地帯）

アイスランドの地方（アイスランドのちほう）ではアイスランドの地方について解説する。アイスランド共和国は8つの地方（アイスランド語: landsvæði）に分けられている。
首都レイキャヴィーク周辺の大レイキャヴィーク、レイキャネース半島一帯の南西アイスランド、ファクサ湾に面する西アイスランド、複雑なフィヨルド地形を持つ西部フィヨルド、北アイスランド西部、北アイスランド東部、最も人口密度の低い東アイスランド、観光名所が集中する南アイスランドである。
これらは主に統計目的で使われている。地方裁判所はこの区分に従っており、郵便番号も少数の例外を除いてこの地方区分に従っている。2003年まではアルシング選出の選挙区としても使われていた。
値は2016年1月1日の推定値。
| 地方名            | 日本語訳           | 中核都市             | 人口    | 面積 (km²) | 人口密度（人/km²） | ISO 3166-2:IS | 位置 |
| ----------------- | ------------------ | -------------------- | ------- | ---------- | ------------------ | ------------- | ---- |
| Austurland        | 東部地方           | エイイルススタジル   | 12,452  | 22,721     | 0.55               | IS-7          |      |
| Höfuðborgarsvæði  | 首都地方           | レイキャヴィーク     | 213,619 | 1,062      | 201.15             | IS-1          |      |
| Norðurland eystra | 北東地方           | アークレイリ         | 29,361  | 21,968     | 1.34               | IS-6          |      |
| Norðurland vestra | 北西地方           | ソイザウルクロウクル | 7,128   | 12,737     | 0.56               | IS-5          |      |
| Suðurland         | 南部地方           | セルフォス           | 24,811  | 24,526     | 1.01               | IS-8          |      |
| Suðurnes          | 南部半島地方       | ケプラヴィーク       | 22,509  | 829        | 27.15              | IS-2          |      |
| Vestfirðir        | 西部フィヨルド地方 | イーサフィヨルズゥル | 6,883   | 9,409      | 0.73               | IS-4          |      |
| Vesturland        | 西部地方           | ボルガルネース       | 15,766  | 9,554      | 1.65               | IS-3          |      |
| 合計              | ――                 | レイキャヴィーク     | 332,529 | 102,800    | 3.23               | ――            |      |